# Geoffrey Oryema
Geoffrey Oryema (* 16. April 1953 in Soroti; † 22. Juni 2018 in Lorient) war ein Musiker aus Uganda.

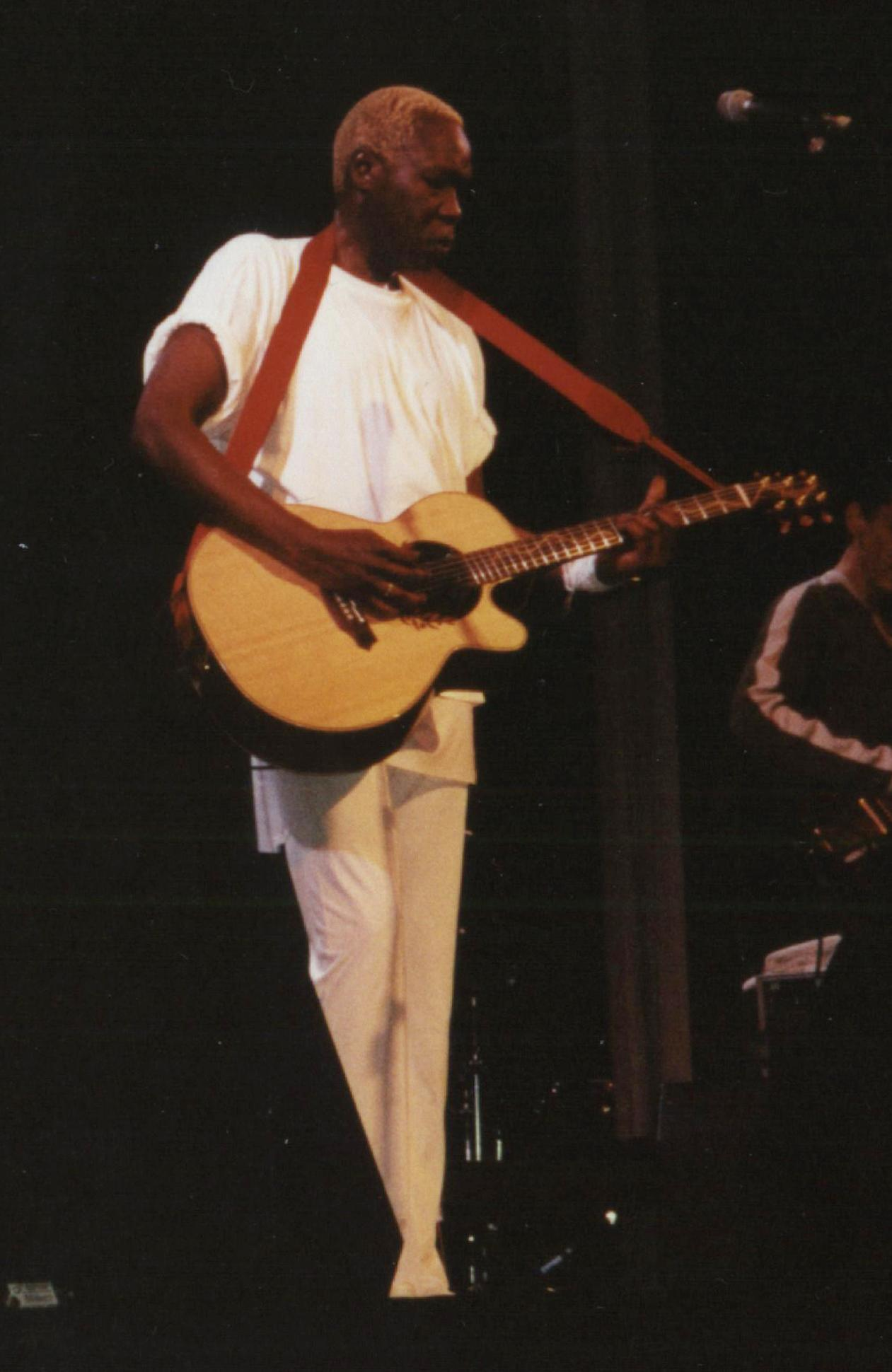
Geoffrey Oryema auf einem Konzert in Mainz, 13. März 2001

## Biografie
Oryemas Familie gehört zur Ethnie der Acholi. Oryema war noch ein Kind, als er mit seinen Eltern, die nach der Unabhängigkeit Ugandas 1962 zur neuen intellektuellen Elite des Landes gehörten, in die Hauptstadt Kampala zog. Sein Vater Erinayo Wilson Oryema, ein Englischlehrer, unterrichtete ihn auch in Musik und seine Mutter, Leiterin der Tanzgruppe The Heartbeat of Africa, nahm ihn mit auf Tourneen. Nach seinem Schulabschluss studierte Oryema Drama an Ugandas National School of Dramatic Art und schrieb, inspiriert von Bertolt Brecht, Konstantin Sergejewitsch Stanislawski und Jerzy Grotowski, erste Stücke. Als sein Vater, inzwischen ein ugandischer Minister, unter dubiosen Umständen im Gewahrsam von Sicherheitskräften des Diktators Idi Amin ums Leben kam, flüchtete Geoffrey Oryema 1977 ins Exil nach Paris. Hier hielt er sich mit Gelegenheitsjobs über Wasser und nahm einige Demos auf, die schließlich in die Hände der Organisatoren des Worldmusic-Festivals WOMAD gelangten. Festivalgründer Peter Gabriel lud Oryema ein und veröffentlichte 1990 dessen Debütalbum Exile, produziert von Brian Eno, auf seinem Real World Label. Der kamerunische Musiker Manu Dibango coverte 1994 den Song Biko von Peter Gabriel auf seinem Album Wakafrika. In Dibangos Version spielten auch Gabriel, Sinéad O’Connor, Ladysmith Black Mambazo, Geoffrey Oryema und Alex Brown mit.
Nach zwei weiteren Alben auf Real World, Beat the Border (1994) Night to Night (1997), wechselte Oryema zu Sony International und veröffentlichte die Alben Spirit (2000) und Words (2004) mit Melanie Gabriel. Im Juli 2005 war er einer der Interpreten des Live-8-Konzerts in Cornwall und Edinburgh. Er widmete sich zudem der Friedensarbeit und dem Kampf gegen Kindersoldaten.
Er wirkte als Mitautor des Liedes Whole Thing an den Aufnahmen des Weltmusik-Kompilations-Albums mit dem Namen Big Blue Ball von Peter Gabriel und Karl Wallinger mit, das in den Sommern der Jahre 1991, 1992 und 1995 in den Real World Studios aufgenommen wurde und 2008 erschien.
Oryema starb im Juni 2018 im Alter von 65 Jahren in Frankreich an den Folgen einer Krebserkrankung.

## Diskografie
- Exile (1990)
- Beat the Border (1993)
- Night to Night (1996)
- Spirit (2000)
- The Odysseus / Best Of (2002)
- Words (2004)
- From the Heart (mp3:2010, CD:2011)